# Modlitwa bluesmana w pociągu
Modlitwa bluesmana w pociągu – koncertowy album Jana Skrzeka i zaprzyjaźnionych muzyków (m.in. z zespołu Bezdomne Psy). Płyta poświęcona pamięci Ryszarda Riedla. Nagrania zrealizowano podczas Koncertu Zaduszkowego, który odbył się 1 listopada 1997 roku w DPT „Leśniczówka” w Chorzowie. Płyta wydana w 1997 r. (CD JS CD001), dwa lata później ukazała się edycja Pomaton EMI. W 2003 Śląskie Stowarzyszenie Artystów i Twórców „SAT”, z okazji 30-lecia pracy artystycznej i 50. rocznicy urodzin Jana „Kyksa” Skrzeka, wyprodukowało i wydało CD w limitowanym nakładzie (było to więc jego trzecie wydanie).

## Muzycy
- Jan „Kyks” Skrzek – śpiew, fortepian, harmonijka
- Leszek Winder – gitara
- Rafał Rękosiewicz – organy Hammonda
- Jerzy Kawalec – gitara basowa
- Michał Giercuszkiewicz – perkusja
- Bronisław Duży – puzon
- Jarosław Kędziora – saksofony
- Beata Bednarz – śpiew
- Ewa Uryga – śpiew

## Lista utworów
| 1.  | „Pierwszy listopada” (Rafał Rękosiewicz)                                                         | 4:15    |
|     |                                                                                                  |         |
| 2.  | „W Siemianowicach” (Jan Skrzek – Julian Matej)                                                   | 6:40    |
|     |                                                                                                  |         |
| 3.  | „Nikt nie zna swej godziny” (Jan Skrzek – Julian Matej)                                          | 6:05    |
|     |                                                                                                  |         |
| 4.  | „I tak nas wciąga kapitalizm” (Jan Skrzek – Julian Matej)                                        | 7:40    |
|     |                                                                                                  |         |
| 5.  | „Blues bardzo śląski” (M. Giercuszkiewicz / J. Kawalec / R. Rękosiewicz / J. Skrzek / L. Winder) | 8:05    |
|     |                                                                                                  |         |
| 6.  | „Słodki dom” (Jan Skrzek – Julian Matej)                                                         | 5:15    |
|     |                                                                                                  |         |
| 7.  | „Nikt nie zawróci kijem Wisły” (Jan Skrzek – Julian Matej)                                       | 5:00    |
|     |                                                                                                  |         |
| 8.  | „Rajska kuźnia” (Jan Skrzek – Julian Matej)                                                      | 8:55    |
|     |                                                                                                  |         |
| 9.  | „Stoja na zdjęciu” (Jan Skrzek – Julian Matej)                                                   | 3:40    |
|     |                                                                                                  |         |
| 10. | „Modlitwa bluesmana w pociągu” (Jan Skrzek – Julian Matej)                                       | 8:50    |
|     |                                                                                                  |         |
| 11. | „Sztajger” (Jan Skrzek – Julian Matej)                                                           | 6:05    |
|     |                                                                                                  |         |
|     |                                                                                                  | 1:10:30 |
|     |                                                                                                  |         |

## Informacje uzupełniające
- Opracowanie:  Rafał Rękosiewicz
- Realizacja nagrania:  Andrzej Prugar, Michał Kuczera
- Montaż:  Zbigniew Małecki
- Produkcja:  Jan Sojka (pierwsze wydanie)
- Zdjęcia:  Igor Popławski
- Projekt okładki:  Mirosław Ryszard Makowski
- Zdjęcia (2003):  Jan Sojka, Piotr Tatarynowicz
- Projekt okładki (2003):  Jerzy Noras